# Darrylia harryleei
Darrylia harryleei é uma espécie de gastrópode do gênero Darrylia, pertencente a família Horaiclavidae.